# セルビア進歩党
セルビア進歩党（セルビアしんぽとう、セルビア語: Српска напредна странка, Srpska napredna stranka）は、セルビアの政党。
戦争犯罪および人道に対する罪で禁錮10年の実刑判決を受けた、セルビア急進党のヴォイスラヴ・シェシェリ党首に反発したトミスラヴ・ニコリッチが、同党から離党して創設した政党。政策的には急進党より穏健な立場をとっており、2012年5月6日に行われた議会選挙では民主党を抑え第1党となった。
EU加盟を目指すが、友好国ロシアとの関係も重視しておりロシアの統一ロシアとも協力関係にある 。また、極右政党のオーストリア自由党とも協力関係を結んでいる。

## 選挙結果
| 年     | 得票数    | 得票率 | 獲得議席  | 議席数の増減 | 結果 |
| ------ | --------- | ------ | --------- | ------------ | ---- |
| 2008年 | なし      | なし   | 21 / 250  | 21           | 野党 |
| 2012年 | 940,659   | 24.05% | 58 / 250  | 37           | 与党 |
| 2014年 | 1,736,920 | 48.35% | 128 / 250 | 70           | 与党 |
| 2016年 | 1,823,147 | 48.25% | 93 / 250  | 35           | 与党 |
| 2020年 | 1,953,998 | 63.05% | 157 / 250 | 64           | 与党 |
| 2022年 | 1,635,101 | 44.27% | 95 / 250  | 62           | 与党 |